# Johannes Aventinus
Johannes Aventinus (4. července 1477 Abensberg, Německo – 9. ledna 1534 Řezno) byl německý humanistický spisovatel a historik. Je pokládán za průkopníka klasické filologie v Německu a zakladatele německé historiografie.
Vlastním jménem se jmenoval Johannes Georg Turmair, užíval ale latinizovanou formu jména podle svého rodiště Aventinus („z Abensbergu“). Dalšími variantami jsou jména Aventina či Aventin.

## Životopis
Od roku 1495 studoval na vysokých školách v Ingolstadtu, Vídni, Krakově a Paříži, především humanitní vědy. Získal obsáhlé a komplexní vzdělání, jakého v těch dobách dosáhlo pouze málo učenců. V roce 1509, po skončení studií, se stal vychovatelem a učitelem nezletilých synů vévody Albrechta IV. na dvoře bavorského knížete Viléma IV. V únoru 1517 byl jmenován historiografem Bavorska a dostal čestnou úlohu vypracovat dějiny Bavorska. K dějinám Bavorska sesbíral velké množství pramenného materiálu, na základě kterého napsal několik historických prací.
K jedním z nejvýznamnějších Aventinových děl patří kronika Annales ducum Boiariae/Annales Boiorum resp. Bayerische Chronik (Anály Bavorů resp. Bavorská kronika). Jde o sedmisvazkové dílo o dějinách Bavorů do roku 1460. O hodnověrnosti tohoto díla někteří historici pochybují, neboť vzniklo na základě pramenů, z nichž dnes několik neexistuje a mnohé v současnosti známe pouze na základě pozdějších odpisů. Toto dílo má i pro slovenskou historiografii mimořádný význam. Jedna část kroniky se věnuje bitvě u Bratislavy (podrobnosti viz v článku).
Souborně vydala jeho práce Mnichovská akademie v letech 1880 až 1884 v pěti svazcích.
Osud Aventinova díla nebyl lehký. I když nejstarší dějiny zpracoval značně romanticky, období středověku napsal na základě pramenů již značně kriticky, otevřeně odhalil různé politické intriky, společenské a mravní delikty feudální a zejména církevní hierarchie. Za tuto kritičnost ho v roce 1528 obvinili z kacířství a uvěznili. V roce 1554 se dostalo jeho jméno i na index Benátské inkvizice a vydávání jeho knih bylo zakázáno. Po krátké vazbě v Abensbergu ho vysvobodil Leonhard Eck, rádce vévody Viléma IV. Po vysvobození odešel do svobodného říšského města Řezna, kde žil až do své smrti.
Jeho bustu dal král Ludvík I. Bavorský vystavit ve Walhalle a v Ruhmeshalle v Mnichově. Jeho hrob se nachází v klášteře svatého Jimrama v Řezně.